# キンブル
株式会社キンブル（英: Kimble Inc.）は、愛知県名古屋市昭和区に本社を置くリサイクル & ディスカウントストアチェーンを展開する企業。

## 概要
1947年9月創業。愛知県内にリサイクル & ディスカウントストアを4店舗展開している。
他店の不良在庫品など、独自の仕入れルートによる破格での商品提供が魅力的で、県外からのファンも多い。売り場横に併設された商品買取所で個人からも買取を行っており、どうしても販売不能なもの以外は買取、中古品として販売する。新品、中古品ともに、ものによっては非常識なほどの低価格で商品が購入できるとあって、外国人も多く時間帯によっては異国情緒あふれる店内となる。
かつては和菓子屋やネットストアも運営していたが、いずれも2010年に閉店している。
また同族企業として「ベジブル」と言う屋号にて、生鮮食品を扱う店舗を旧和菓子屋の店舗、三好店外、名古屋市北区の水草団地に展開している。
尚、キンブル大府店、小牧店外の生鮮食品を扱う店舗は資本関係が無く、同族経営でもない。

## 店舗

### リサイクル & ディスカウント

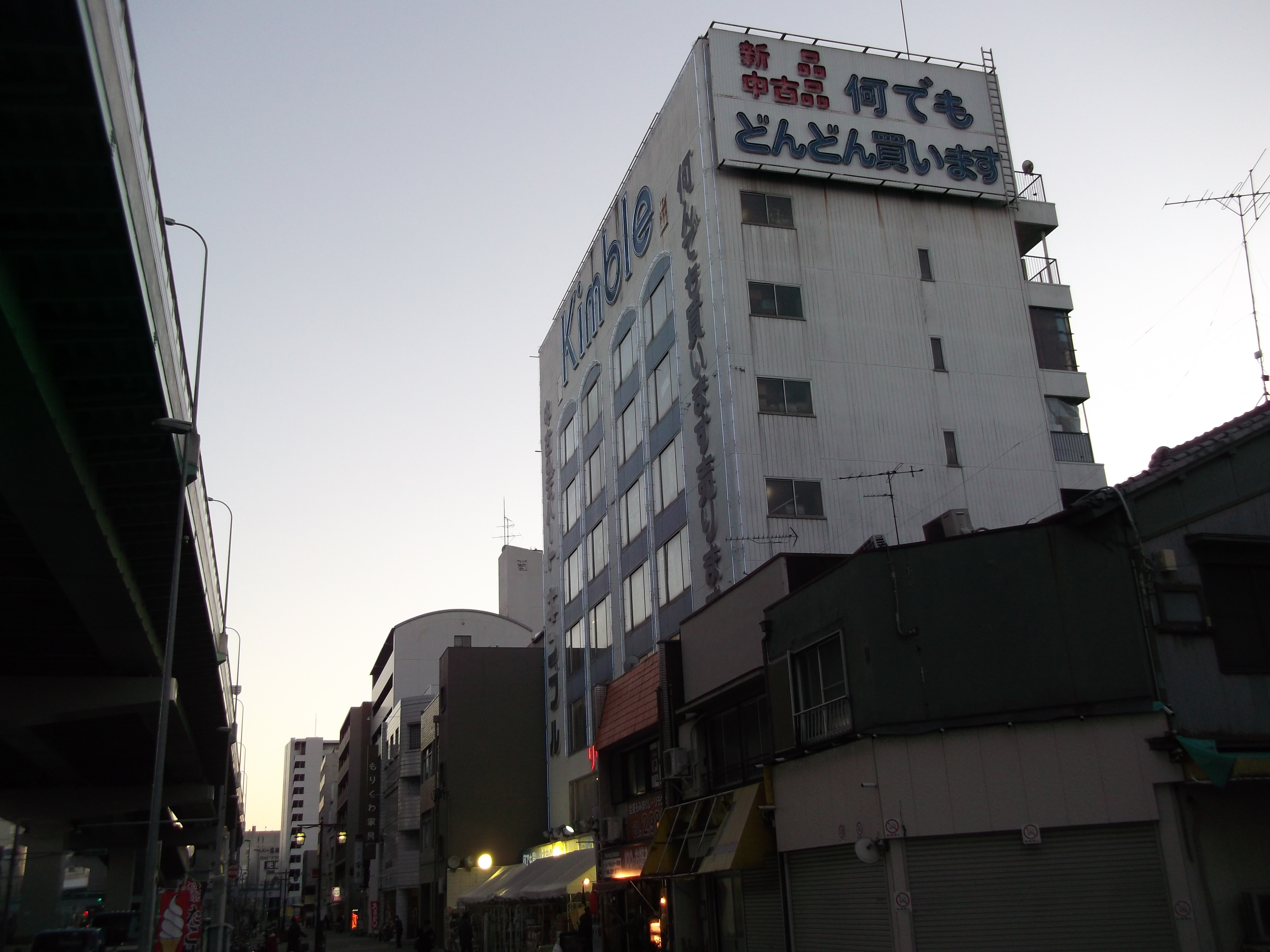
キンブル市内店（2014年1月）

- キンブル・市内店（愛知県名古屋市西区） - 2015年（平成27年）1月閉店[1]
  - 閉店までは、本店の機能を担っていた
- キンブル・みよし店（愛知県みよし市）[1]
  - 市内店の閉店後は本店の機能を担っており市内店の移転開業といわれている。
- キンブル・大府店（愛知県大府市）[1]
- キンブル・弥富店（愛知県弥富市）[1]
- キンブル・小牧店（愛知県小牧市）[1]

### 和菓子
- 営業終了